# Tobel

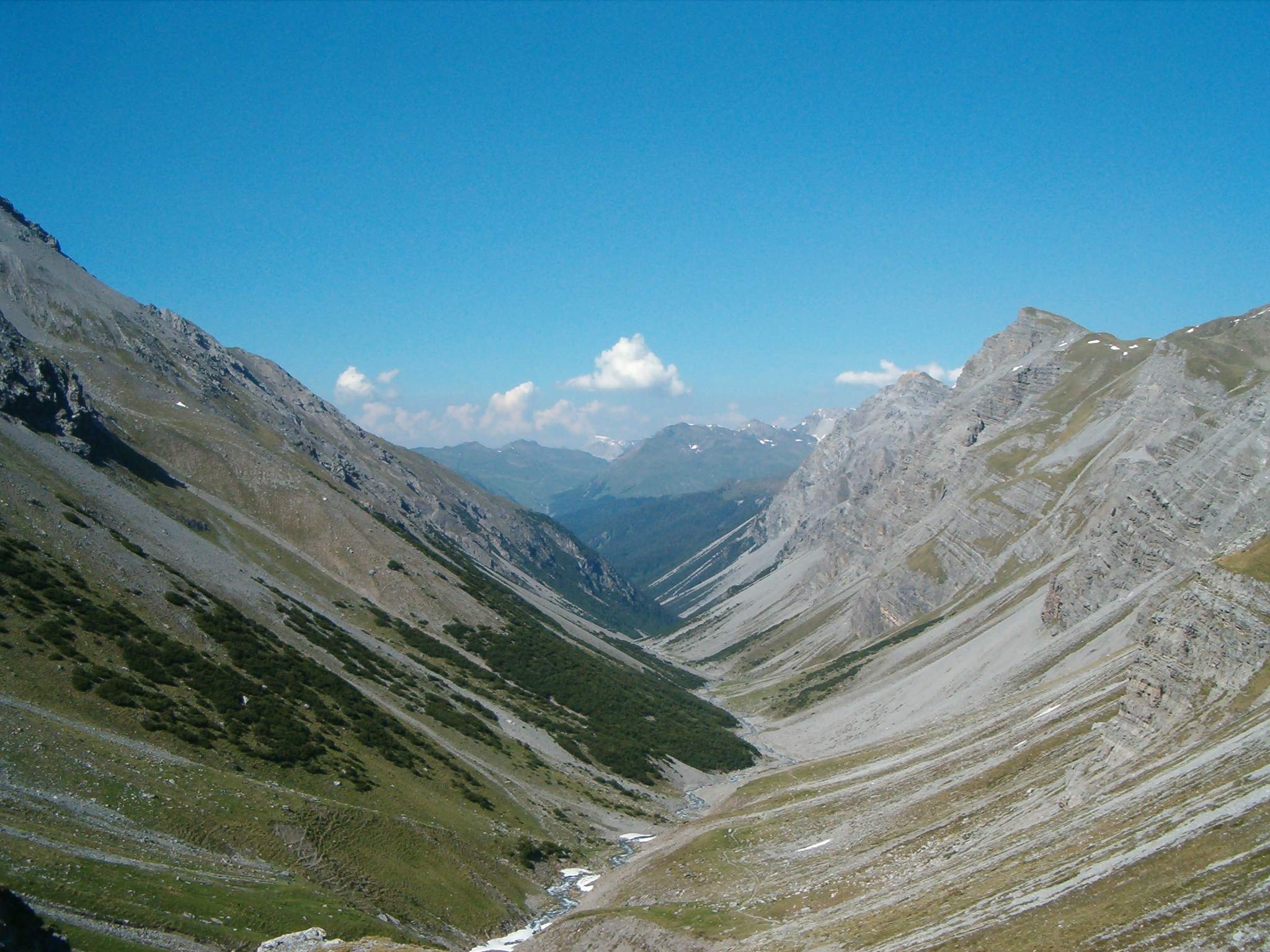
Das sieben Kilometer lange Welschtobel bei Arosa

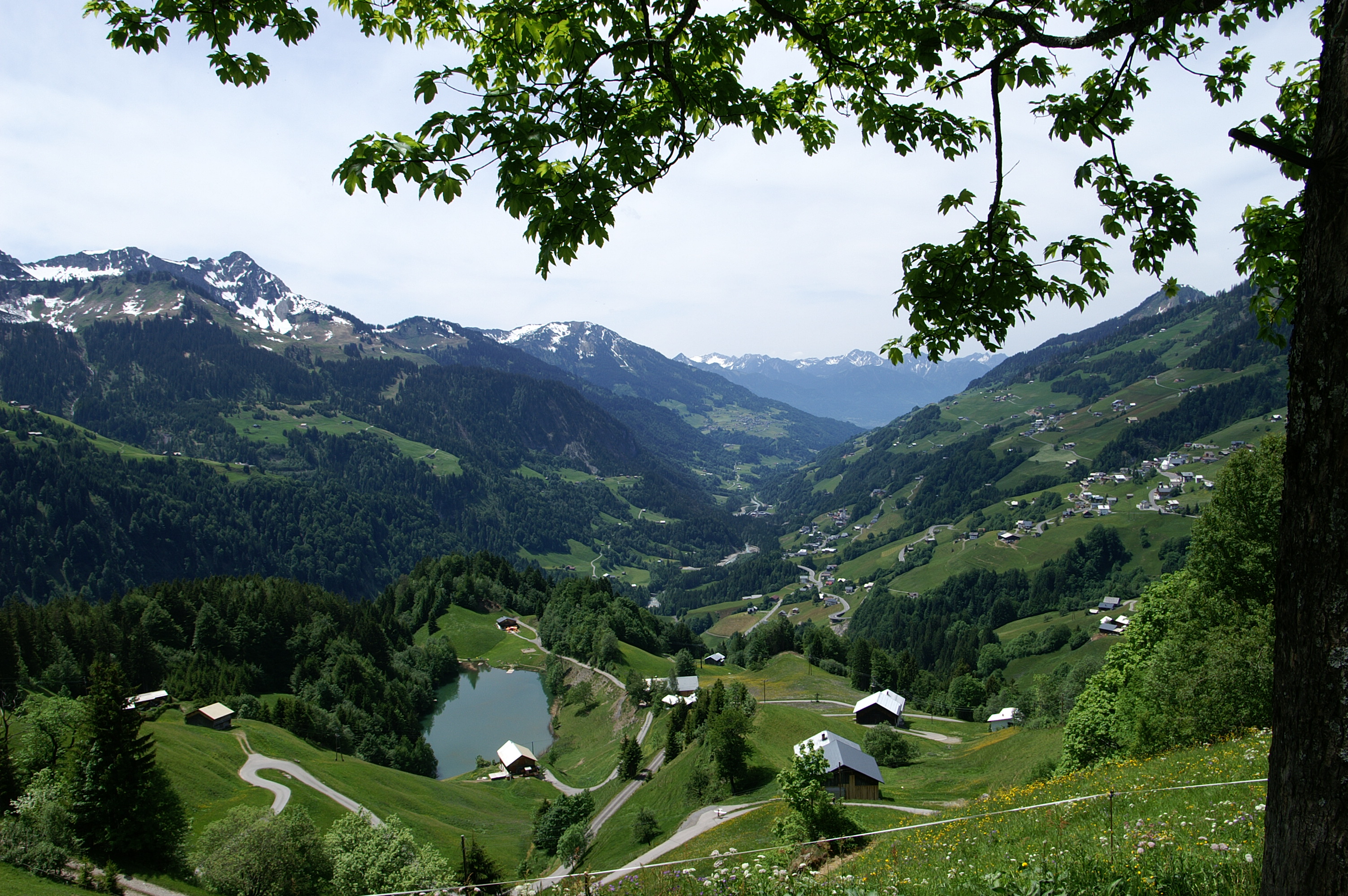
Großwalsertal mit Seewaldsee

Ein Tobel (das oder der) ist in den oberdeutschen Dialekten ein enges Tal bis hin zu einer Schlucht, in der Fachsprache der Geomorphologie ein trichterförmiges Tal mit engem Ausgang. Regional wird auch die alternative Schreibweise Dobel verwendet.

## Wortherkunft
Das Wort Tobel ist romanischen Ursprungs und kommt im südöstlichen alemannischen sowie im südwestlichen bairisch-österreichischen Sprachraum vor.
Der Schweizer Flurnamenforscher Paul Zinsli leitet in seinem Buch Ortsnamen das Wort von vulgärlateinisch tubale aus lateinisch tubus ‚Röhre‘ ab. Die alemannischen Einwanderer haben das Gattungswort damit von der ansässigen romanischen Bevölkerung als Lehnwort übernommen. Die Übernahme aus einer vorgängig dort gesprochenen Sprache zeigt sich auch darin, dass der Begriff Tobel in so unterschiedlichen Mundarten wie dem östlichen Hochalemannisch, dem Mittelalemannischen, dem östlichen Höchstalemannisch und den westlichsten südbairischen Dialekten bekannt ist. Auf Rätoromanisch wird der Tobel auch als Tavon bezeichnet, woher sich der Name Montafon für eine große Talschaft in Vorarlberg ableitet.
Das Gattungswort Tobel oder Dobel wird häufig im westlichen Alpenvorland verwendet, insbesondere in der östlichen und inneren Schweiz (östlicher Kanton Aargau, Kanton Zürich, Ostschweiz und Zentralschweiz), im südlichen Schwarzwald, im nördlichen Vorland der Schwäbischen Alb, in Oberschwaben, im Allgäu, in Vorarlberg, im westlichen Tirol und vereinzelt in Südtirol. Sehr zahlreich kommt das Wort auch in Orts- und Flurnamen vor.

## Entstehung und geomorphologische Phänomene

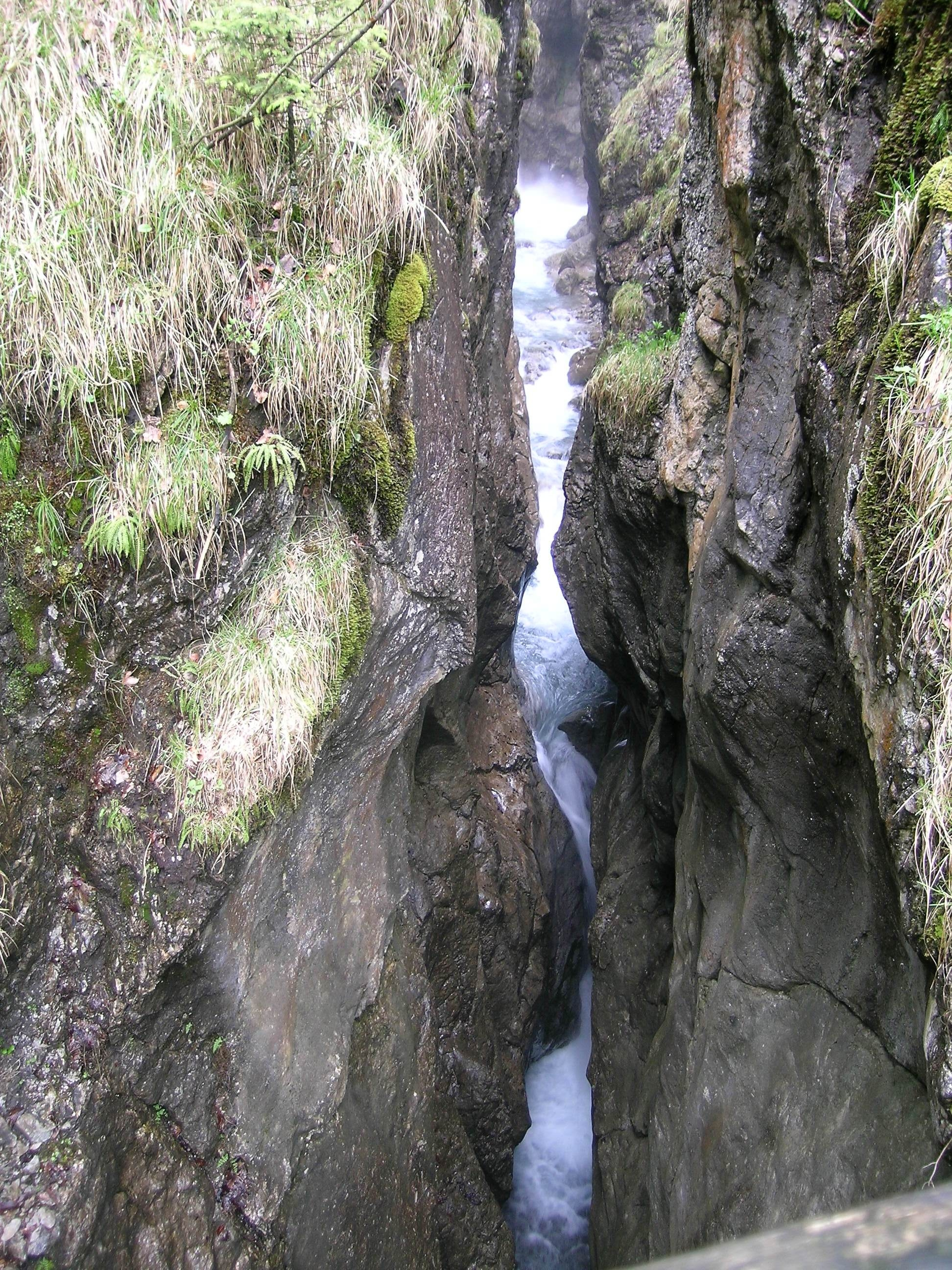
Der Hölltobel am Ausgang des Dietersbachtals (Allgäu)

Als geomorphologischer Fachbegriff wurde das Wort um 1850 von Adolf Schaubach eingeführt. Hiernach ist das/der Tobel die Landform eines mehr oder minder sanften Hochtals im Gebirge, mit einem Durchbruchstälchen eines Sturzbaches. Durch das größere Einzugsgebiet und das starke Gefälle des Gewässers, und den damit verbundenen Gerölltransport, unterscheidet sich ein Tobel von anderen Schluchtformen, etwa der Klus.
Tobelbildung ist typisch für Einschaltungen von weicheren, weniger erosionsresistenten (meist tonreicheren) Gesteinsschichten oder -intervallen in mehr oder weniger steilgestellten sedimentären Abfolgen. In dem weicheren Material entstehen zunächst Runsen, die ein Gebirgsbach als Wegsamkeit nutzt, der die Runse zu einem scharfen Einschnitt vertieft. Tobel finden sich daher beispielsweise in den Nordalpen vornehmlich in der Molassezone und Flyschzone zwischen Hochrhein und Donau. Manche Tobel gehen auch auf plötzliche Schmelzwasserbäche aus eiszeitlichen Gletschern zurück. Dabei stellt der Tobel selbst keine primär glazialmorphologische Form da, ist also meist nicht eiszeitlich überprägt, sondern postglazial – oder periglazial eisfrei gewesen. In kompakterem Material bildet sich stattdessen als Gletschererosion das Kar aus, ebenfalls ein trichterförmiges Tal, das sich aber entweder abflusslos (endorheisch) mit Karsee darstellt oder in Wasserfällen überläuft. Im Kalkgestein bilden sich stattdessen Dolinen und ähnliche Talformen.
Der Durchbruch des Tobels ist typischerweise V-förmig ausgebildet, wobei die gegenüberliegenden Flanken je nach Gesteinshärte unterschiedliche Neigungen haben können, kann sich aber auch bis zur Klamm eintiefen. Erodiert der Tobelbach den Tobel rückschreitend durch, entstehen Canyons mit darüberliegenden sanften Hangschultern. Umgekehrt kann ein durchbrechendes Kar oder Trogtal ebenfalls tobelartige Talformen ausbilden.

## Beispiele größerer Tobel
Deutschland:

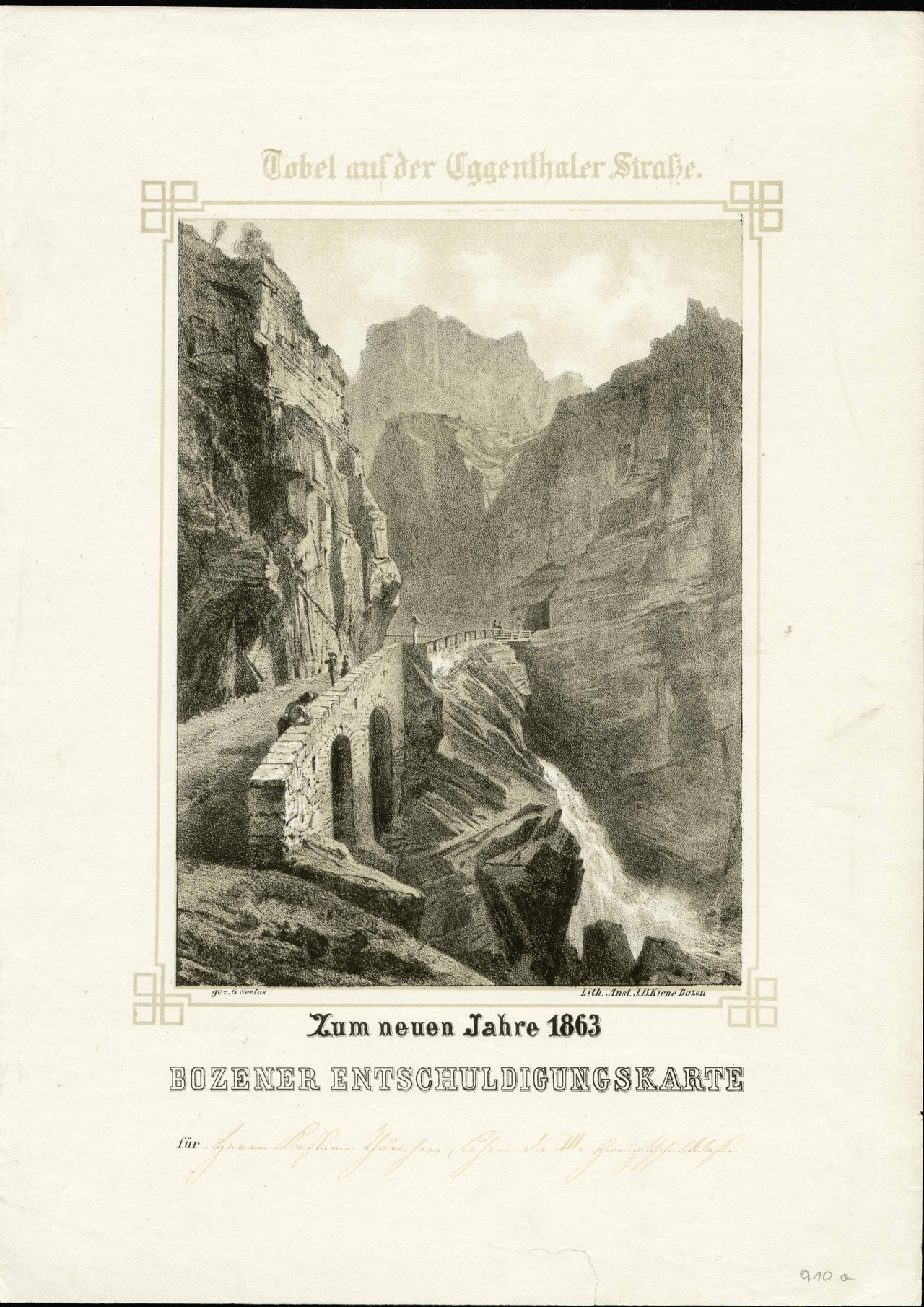
Tobel auf der Eggenthaler Straße, Bozener Neujahrsentschuldigungskarte von 1863 (Gustav Seelos), Landesbibliothek Dr. Friedrich Teßmann

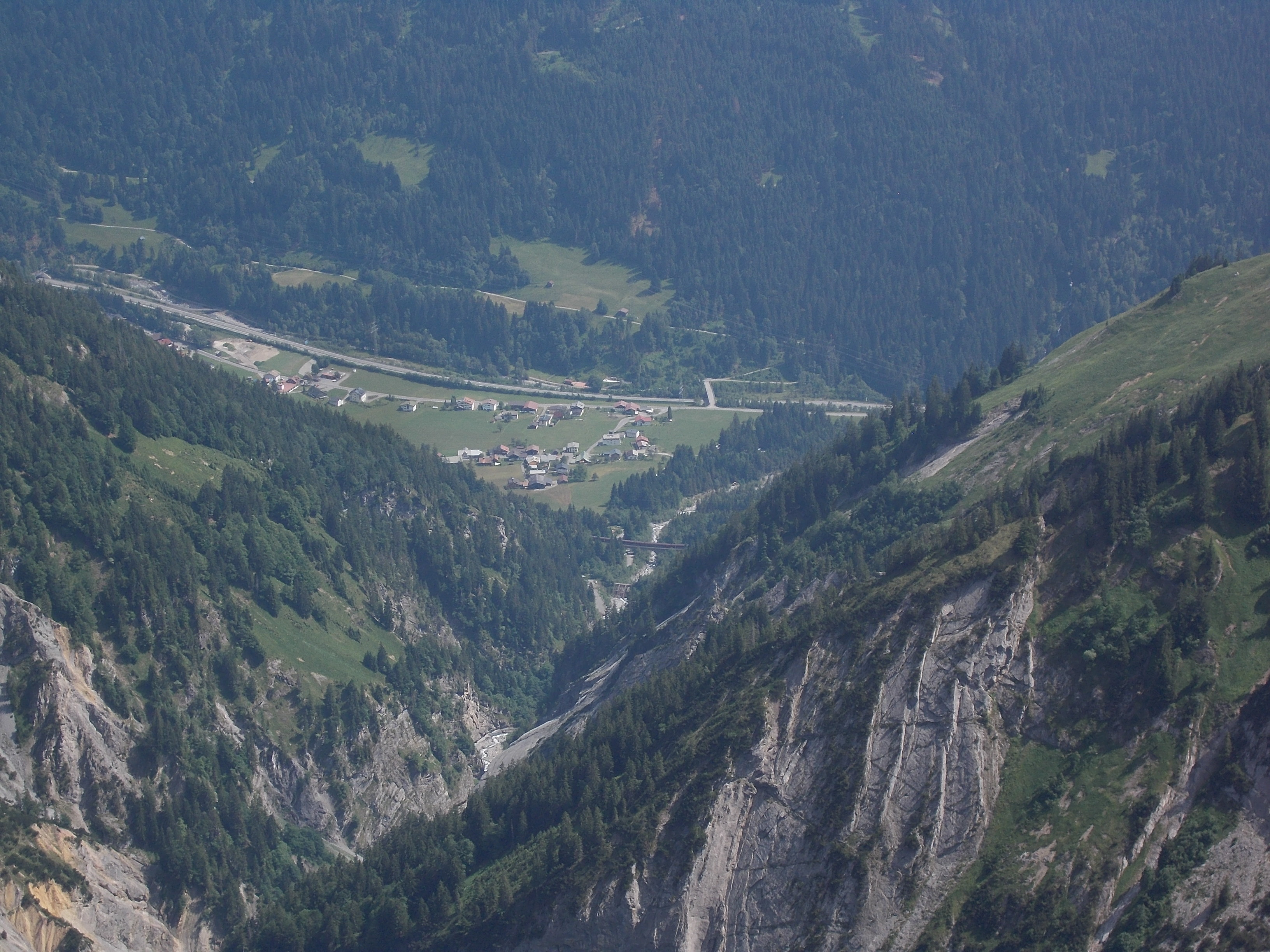
Blick vom Ganahlskopf (2314 m) in das äußerst wilde Radonatobel, dessen Ausgang an der Brücke der Arlbergbahn auf etwa 1000 m Meereshöhe liegt

- Eistobel an der Oberen Argen, Westallgäu
- Faltenbachtobel bei Oberstdorf, Allgäu
- Hödinger Tobel und Spetzgarter Tobel bei Überlingen am Bodensee
- Lengatzer-Tobel bei Hergatz, Westallgäu
- Schmalegger Tobel und Schussentobel bei Ravensburg

Österreich:
- Großes Walsertal, Vorarlberg
- Grubser Tobel und Galgentobel in Bludenz (Vorarlberg)
- Radona-, Schmied-, Glong-, Stelzis- und Hölltobel bei Dalaas (Vorarlberg)

Schweiz:
- Gallenkircher Tobel im Aargau, Schweizer Jura
- Welschtobel bei Arosa, Graubünden

Italien (Südtirol):
- Eggental-Tobel bei Bozen, Südtirol
- Reinbach-Tobel bei Sand in Taufers, Südtirol

## Siehe auch

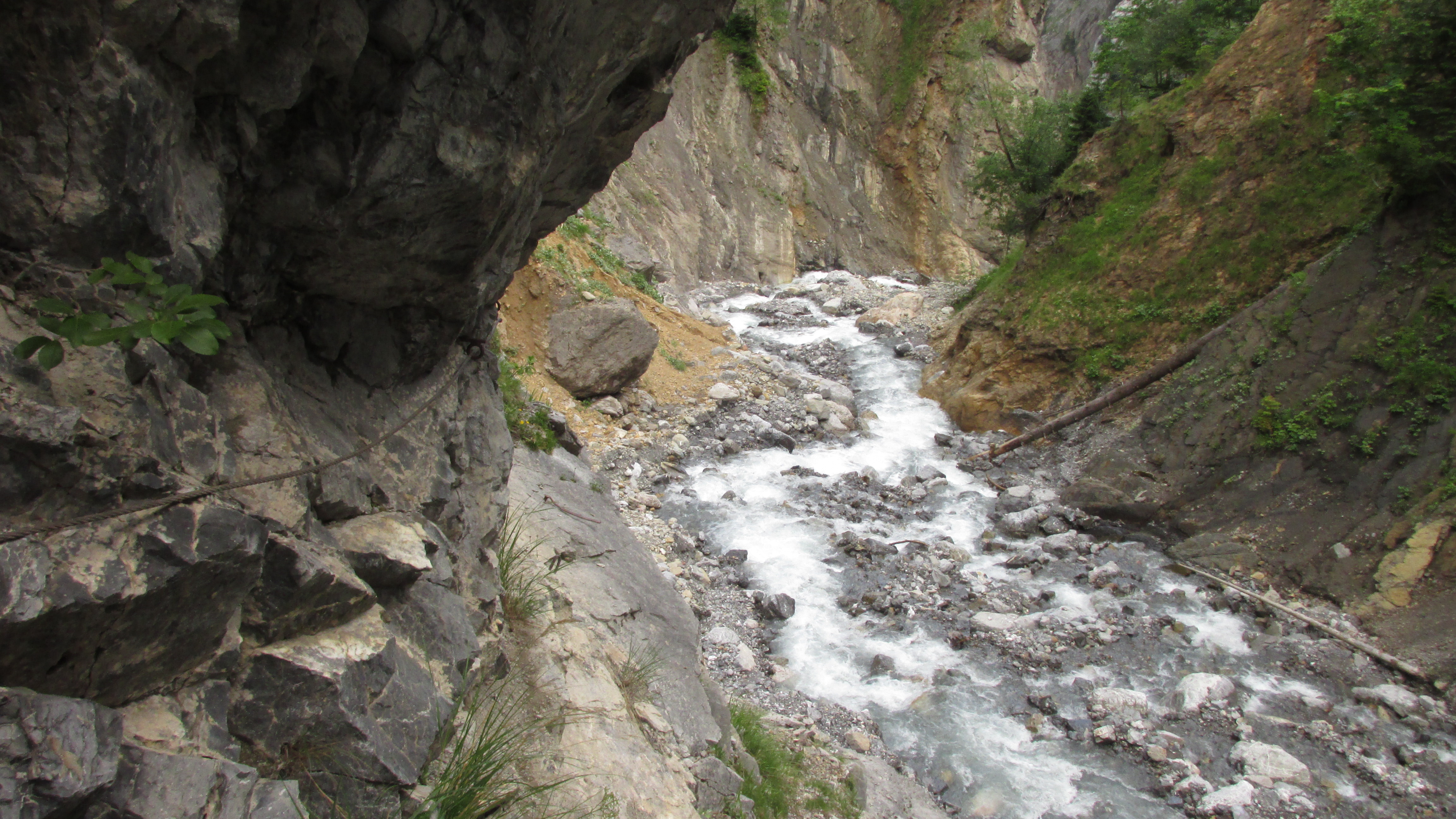
Im Radonatobel. Frische Felsstürze sind hier normal.